# Jokin Bildarratz Sorron
Jokin Bildarratz Sorron (Tolosa, Guipúscoa, 15 de març de 1963) és un polític basc del Partit Nacionalista Basc.
És diplomat en Magisteri en l'especialitat de Ciències Naturals i llicenciat en Ciències Polítiques i Sociologia. Després de treballar en la docència i d'haver dirigit un centre escolar es va dedicar al periodisme, sent professional del grup Euskal Irrati Telebista (EiTB).
Va ser parlamentari basc pel PNB des del 27 de setembre de 2001, quan va substituir Josu Jon Imaz, fins al 10 de desembre del mateix any que va ser reemplaçat per Luke Uribe-Etxebarria. Va formar part com vocal de la comissió d'Economia, Hisenda i Pressupostos; de la d'Educació i Cultura; de la de Control Parlamentari a EiTB; i de la de Dona i Joventut. Va ser senador a les eleccions generals espanyoles de 2000. Va substituir l'alcalde de Leioa Karmelo Sáinz de la Maza com a president d'EUDEL, l'associació de municipis bascos i és també membre de la seva executiva. Va ser regidor de l'ajuntament de Tolosa durant una legislatura abans de ser alcalde d'aquest consistori. Després de vèncer amb majoria absoluta a les últimes eleccions, aquesta serà la seva segona legislatura com a regidor de l'ajuntament.